# Baunei
Baunei (sardisk: Baunèi) er en by og en kommune (comune) i provinsen Nuoro i regionen Sardinien i Italien. Byen ligger i 480 meters højde og har 3.624 indbyggere (2016). Kommunen har et areal på 211,90 km² og grænser til kommunerne Dorgali, Lotzorai, Talana, Triei og Urzulei.